# Fußballclub Berlin 1994-1995
Questa voce raccoglie le informazioni riguardanti il Fußballclub Berlin nelle competizioni ufficiali della stagione 1994-1995.

## Stagione
Nella stagione 1994-1995 il FC Berlino, allenato da Helmut Koch, concluse il campionato di Regionalliga nordest all'11º posto.

## Rosa
| N. |                     | Ruolo | Calciatore      |
| -- | ------------------- | ----- | --------------- |
| 6  | Germania (bandiera) | C     | Mario Kallnik   |
|    | Germania (bandiera) | P     | Dirk Dittrich   |
|    | Germania (bandiera) | P     | Markus Oster    |
|    | Germania (bandiera) | D     | Marcell Fensch  |
|    | Germania (bandiera) | D     | Ronny Nikol     |
|    | Germania (bandiera) | D     | Jens Reckmann   |
|    | Germania (bandiera) | D     | Rayk Schröder   |
|    | Germania (bandiera) | D     | Björn Zavarko   |
|    | Germania (bandiera) | C     | Heiko Brestrich |
|    | Germania (bandiera) | C     | Michael Hennig  |
|    | Germania (bandiera) | C     | Mathias Lau     |
|    | Germania (bandiera) | C     | Stefan Oesker   |

| N. |                     | Ruolo | Calciatore        |
| -- | ------------------- | ----- | ----------------- |
|    | Germania (bandiera) | C     | Daniel Petrowsky  |
|    | Germania (bandiera) | C     | Jens-Uwe Zöphel   |
|    | Germania (bandiera) | A     | Thoralf Arndt     |
|    | Germania (bandiera) | A     | Michael Franke    |
|    | Germania (bandiera) | A     | Marko Göllnitz    |
|    | Germania (bandiera) | A     | Raffael Lätsch    |
|    | Germania (bandiera) | A     | Sebastian Müller  |
|    | Germania (bandiera) | A     | Sven Ohly         |
|    | Russia (bandiera)   | A     | Mikhail Pronichev |
|    | Germania (bandiera) | A     | Ricardo Starp     |
|    | Germania (bandiera) | A     | Michael Steffen   |
|    | Germania (bandiera) | A     | Andre Wacker      |

## Organigramma societario
Area tecnica
- Allenatore: Helmut Koch
- Allenatore in seconda:
- Preparatore dei portieri:
- Preparatori atletici:
- Analisi video:

## Calciomercato

### Sessione estiva
| Acquisti | Acquisti        | Acquisti          | Acquisti |
| R.       | Nome            | da                | Modalità |
| -------- | --------------- | ----------------- | -------- |
| C        | Mario Kallnik   | Stoccarda II      |          |
| A        | Michael Steffen | Stahl Brandeburgo |          |

| Cessioni | Cessioni        | Cessioni          | Cessioni |
| R.       | Nome            | a                 | Modalità |
| -------- | --------------- | ----------------- | -------- |
| C        | Jens Henschel   | TeBe Berlino      |          |
| C        | Mike Jesse      | Stahl Brandeburgo |          |
| D        | Vladimír Michal | Slovácká          |          |

## Risultati

### Regionalliga

#### Girone di andata
| Arbitro: | Wagner |

|                                 |           |                        |
| Nikol 69’ Hennig 75’ Oesker 85’ | Marcatori | 19’, 45’, 60’ Adamović |

| Arbitro: | Sax |

|                                                       |           |                          |
| Kaiser 30’ Isa 51’, 77’, 84’ Stern 80’ Holzbecher 89’ | Marcatori | 40’ Brestrich 64’ Oesker |

| Arbitro: | Sather |

|                            |           |  |
| Steffen 9’, 25’ Franke 63’ | Marcatori |  |

| Arbitro: | Reck |

|               |           |               |
| Wiedemann 63’ | Marcatori | 60’ Brestrich |

| Arbitro: | Müller |

|                                         |           |                                                |
| Kallnik 6’ (aut.) Krämer 13’ Herbst 82’ | Marcatori | 18’ Schröder 78’ Müller 83’ Hennig 85’ Steffen |

| Arbitro: | Lehmann |

|            |           |                       |
| Zöphel 23’ | Marcatori | 44’, 51’, 58’ Irrgang |

| Arbitro: | Junghof |

|                                                |           |  |
| Zimmermann 67’ Vogel 72’ Holetschek 76’ (rig.) | Marcatori |  |

| Arbitro: | Weise |

|             |           |              |
| Steffen 23’ | Marcatori | 35’ Barbarez |

| Arbitro: | Keßler |

|                    |           |                                        |
| Heim 74’ Lucic 81’ | Marcatori | 49’, 78’ Steffen 55’ Müller 79’ Hennig |

| Arbitro: | Eßbach |

|                                          |           |            |
| Brestrich 16’ Hennig 66’, 68’ Franke 83’ | Marcatori | 65’ Ristow |

| Arbitro: | Robel |

|                 |           |                                       |
| Wonneberger 53’ | Marcatori | 54’, 65’ Hennig 63’ Franke 70’ Oesker |

| Arbitro: | Matschulla |

|                        |           |                                    |
| Schröder 4’ Franke 56’ | Marcatori | 42’ Schwöbel 64’ Schulz 72’ Klenge |

| Arbitro: | Brandt-Chollé |

|           |           |            |
| Adler 75’ | Marcatori | 82’ Müller |

| Arbitro: | Reck |

|  |           |                                         |
|  | Marcatori | 15’ Kuhlow 47’ Kretschmer 60’, 90’ Kurt |

| Arbitro: | Habermann |

|                                      |           |  |
| Reckmann 35’ (aut.) Hammermüller 56’ | Marcatori |  |

| Arbitro: | Cyrklaff |

|                        |           |                                              |
| Nikol 54’ Reckmann 83’ | Marcatori | 13’ Hebestreit 34’, 41’ Wehrmann 63’ Schmidt |

| Berlino 11 dicembre 1994, ore 14:00 CET 17ª giornata | Hertha Zehlendorf | 0 – 0 referto | FC Berlino | Ernst-Reuter-Sportfeld (206 spett.)\| Arbitro: \| Haupt \| |
| Arbitro:                                             | Haupt             |               |            |                                                            |

#### Girone di ritorno
| Arbitro: | Blumenstein |

|                        |           |               |
| Kolloff 67’ Vogler 90’ | Marcatori | 75’ Brestrich |

| Arbitro: | Haack |

|                                                      |           |  |
| Steffen 49’, 51’ Brestrich 66’ Müller 67’ Hennig 82’ | Marcatori |  |

| Arbitro: | Pöckelmann |

|           |           |  |
| Pintul 3’ | Marcatori |  |

| Arbitro: | Fleske |

|            |           |         |
| Oesker 79’ | Marcatori | 89’ Dau |

| Arbitro: | Augar |

|                                     |           |                            |
| Brestrich 49’ Steffen 54’, 79’, 83’ | Marcatori | 32’ Herbst 59’ Kücükboyaci |

| Arbitro: | Sather |

|                |           |             |
| Zimmerling 25’ | Marcatori | 42’ Steffen |

| Arbitro: | Kiefer |

|  |           |                                     |
|  | Marcatori | 46’ Schneider 61’ (rig.) Holetschek |

| Arbitro: | Voigt |

|                                   |           |                           |
| Markov 23’ Härtel 37’ Persich 42’ | Marcatori | 44’ Steffen 65’ Brestrich |

| Berlino 8 aprile 1995, ore 14:00 CEST 26ª giornata | FC Berlino | 0 – 0 referto | Erzgebirge Aue | Sportforum Hohenschönhausen (421 spett.)\| Arbitro: \| Wendorf \| |
| Arbitro:                                           | Wendorf    |               |                |                                                                   |

| Arbitro: | Bley |

|                               |           |              |
| Hintz 9’ Schulz 82’ Block 85’ | Marcatori | 26’ Schröder |

| Berlino 22 aprile 1995, ore 14:00 CEST 28ª giornata | FC Berlino | 0 – 0 referto | Bischofswerdaer | Sportforum Hohenschönhausen (301 spett.)\| Arbitro: \| Weber \| |
| Arbitro:                                            | Weber      |               |                 |                                                                 |

| Arbitro: | Eßbach |

|            |           |                            |
| Wagner 41’ | Marcatori | 52’ Brestrich 75’ Reckmann |

| Arbitro: | Haack |

|                              |           |  |
| Lau 16’ Brestrich 62’ (rig.) | Marcatori |  |

| Arbitro: | Augar |

|          |           |  |
| Kurt 60’ | Marcatori |  |

| Arbitro: | Weise |

|        |           |             |
| Lau 9’ | Marcatori | 2’ Nierlich |

| Arbitro: | Junghof |

|                                                        |           |                      |
| Große 6’ Hebestreit 14’, 60’ Mujakovic 66’ Schmidt 82’ | Marcatori | 43’ (rig.) Brestrich |

| Arbitro: | Toschek |

|  |           |                                    |
|  | Marcatori | 67’ Kovač 75’ Kaehlitz 83’ Aksakal |

## Statistiche

### Statistiche di squadra
| Competizione         | Punti | In casa | In casa | In casa | In casa | In casa | In casa | In trasferta | In trasferta | In trasferta | In trasferta | In trasferta | In trasferta | Totale | Totale | Totale | Totale | Totale | Totale | DR  |
| Competizione         | Punti | G       | V       | N       | P       | Gf      | Gs      | G            | V            | N            | P            | Gf           | Gs           | G      | V      | N      | P      | Gf     | Gs     | DR  |
| -------------------- | ----- | ------- | ------- | ------- | ------- | ------- | ------- | ------------ | ------------ | ------------ | ------------ | ------------ | ------------ | ------ | ------ | ------ | ------ | ------ | ------ | --- |
| Regionalliga nordest | 37    | 17      | 5       | 6       | 6       | 29      | 28      | 17           | 4            | 4            | 9            | 24           | 36           | 34     | 9      | 10     | 15     | 53     | 64     | -11 |
| Totale               | 37    | 17      | 5       | 6       | 6       | 29      | 28      | 17           | 4            | 4            | 9            | 24           | 36           | 34     | 9      | 10     | 15     | 53     | 64     | -11 |

### Andamento in campionato
| Giornata  | 1 | 2  | 3  | 4  | 5 | 6  | 7  | 8  | 9  | 10 | 11 | 12 | 13 | 14 | 15 | 16 | 17 | 18 | 19 | 20 | 21 | 22 | 23 | 24 | 25 | 26 | 27 | 28 | 29 | 30 | 31 | 32 | 33 | 34 |
| --------- | - | -- | -- | -- | - | -- | -- | -- | -- | -- | -- | -- | -- | -- | -- | -- | -- | -- | -- | -- | -- | -- | -- | -- | -- | -- | -- | -- | -- | -- | -- | -- | -- | -- |
| Luogo     | C | T  | C  | T  | T | C  | T  | C  | T  | C  | T  | C  | T  | C  | T  | C  | T  | T  | C  | T  | C  | C  | T  | C  | T  | C  | T  | C  | T  | C  | T  | C  | T  | C  |
| Risultato | N | P  | V  | N  | V | P  | P  | N  | V  | V  | V  | P  | N  | P  | P  | P  | N  | P  | V  | P  | N  | V  | N  | P  | P  | N  | P  | N  | V  | V  | P  | N  | P  | P  |
| Posizione | 4 | 17 | 10 | 10 | 9 | 12 | 14 | 13 | 13 | 9  | 7  | 9  | 10 | 11 | 11 | 12 | 12 | 13 | 11 | 11 | 11 | 11 | 11 | 11 | 12 | 11 | 11 | 11 | 11 | 10 | 10 | 10 | 10 | 11 |

Legenda:

Luogo: C = Casa; T = Trasferta. Risultato: V = Vittoria; N = Pareggio; P = Sconfitta.

### Statistiche dei giocatori
| T. Arndt     | 0  | 0  | 0  | 0 |
| H. Brestrich | 34 | 10 | 1  | 0 |
| D. Dittrich  | 5  | 0  | 0  | 0 |
| M. Fensch    | 24 | 0  | 12 | 0 |
| M. Franke    | 31 | 4  | 2  | 0 |
| M. Göllnitz  | 2  | 0  | 0  | 0 |
| M. Hennig    | 27 | 8  | 4  | 0 |
| M. Kallnik   | 24 | 0  | 3  | 0 |
| M. Lau       | 12 | 2  | 0  | 0 |
| R. Lätsch    | 3  | 0  | 0  | 0 |
| S. Müller    | 28 | 4  | 4  | 0 |
| R. Nikol     | 27 | 2  | 0  | 0 |
| S. Oesker    | 15 | 4  | 1  | 0 |
| S. Ohly      | 3  | 0  | 0  | 0 |
| M. Oster     | 30 | 0  | 0  | 0 |
| D. Petrowsky | 2  | 0  | 1  | 0 |
| M. Pronichev | 0  | 0  | 0  | 0 |
| J. Reckmann  | 33 | 2  | 5  | 1 |
| R. Schröder  | 34 | 3  | 5  | 0 |
| R. Starp     | 14 | 0  | 1  | 0 |
| M. Steffen   | 25 | 13 | 4  | 0 |
| A. Wacker    | 7  | 0  | 0  | 0 |
| B. Zavarko   | 7  | 0  | 3  | 0 |
| J. Zöphel    | 34 | 1  | 5  | 0 |